# Hieronymus
Hieronymus es la forma latina del nombre procedente de griego antiguo Ἱερώνυμος (Hieronymos), que significa «con un nombre sagrado». Del latín pasó a las lenguas romances y se extendió por el mundo. Corresponde al nombre de pila italiano Girolamo, al francés Jérôme, al inglés Jerome y español Jerónimo. 

## Variantes
- Albanés: Jeronimi
- Árabe: جيروم (Jerome)
- Euskera: Jeronimo
- Bielorruso: Еранім (Yeranim)
- Búlgaro: Йероним (Yeronim)
- Catalán: Jeroni
- Chino escrito: 希罗尼穆斯
  - Chino Pinyin: xī luó ní mù sī
- Croata: Jeronim
- Checo: Jeroným, Jeronýmus (arcaico)
- Danés: Hieronymus
- Inglés: Jerome, Hieronymus, Geromy, Rhonemus, Geronimo
- Eslovaco: Hieronym
- Español: Jerónimo, Gerónimo
- Esperanto: Hieronimo
- Estonio: Hieronymus
- Finés: Hieronymus
- Flamenco: Jerom
- Francés: Jérôme, Gérôme
- Gallego Xerome
- Alemán: Hieronymus
- Griego antiguo : Ἱερώνυμος (Hierṓnymos)
- Griego moderno: Ιερώνυμος (Ierónymos)
- Hebreo: הירונימוס (Hieronymus)
- Húngaro: Jeromos
- Indonesio: Hieronimus
- Interlingua: Jeronimo
- Italiano: Girolamo, Gerolamo, Geronimo, Geromino
- Japonés: ヒエロニムス (Hieronimusu)
- Coreano: 히에로니무스 (Hieronimuseu), 제롬 (Jerom)
- Latín: Hieronymus
- Lituano: Jeronimas
- Malabar: ജെറോം
- Neerlandés: Hiëronymus, Jeroen
- Noruego: Hieronymus
- Polaco: Hieronim
- Portugués: Jerónimo, Jerônimo, Jeronymo
- Rumano: Ieronim
- Ruso: Иероним (Iyeronim)
- Sardo: Ziròminu
- Bajo sajón neerlandés: Hiëronymus
- Serbio: Јероним (Jeronim)
- Suajili: Jeromu
- Sueco: Hieronymus
- Tagalo: Jeronimo, Geronimo
- Tailandés: เจอโรม (Čhoerom), เยโรม (Yoerom)
- Ucraniano: Єронім (Yeronim), Єроним (Yeronym), Ієронім (Iyeronim)
- Vietnamita: Giêrônimô

## Personajes
- Hieronymus Tragus, botánico alemán
- Hieronymus Bosch, artista holandés
- Hieronymus Cock, pintor y grabador flamenco
- Hieronymus von Colloredo, príncipe-arzobispo de Salzburgo, Conde del Sacro Imperio Romano Germánico
- Hieronymus Praetorius, compositor alemán
- Hieronymous Theodor Richter, químico alemán
- Hieronymus Vietor (c. 1480 - c. 1546), impresor en Viena y Cracovia
- Hieronymus Wierix, grabador flamenco
- Hieronymus Wolf, historiador alemán
- Hieronymus Georg Zeuthen, matemático danés

#### Apellido
- Jorge Hieronymus, botánico alemán
- Otto Hieronymus, ingeniero alemán
- Holger Hieronymus, exjugador de fútbol alemán

#### Ficticios
- Hieronymus Bump, en la serie The Owl House
- Hieronymus Frosch, creado por Andreas H. Schmachtl
- Hieronymus Fox, en la serie Buck Rogers en el siglo XXV
- Hieronymus Glove, en la serie animada Bob Esponja
- Hieronymus Lex, en el juego de vídeo The Elder Scrolls IV: Oblivion